# Păgubeni, Bacău
Păgubeni este un sat ce aparține orașului Dărmănești din județul Bacău, Moldova, România.